# Breiter Weg 166

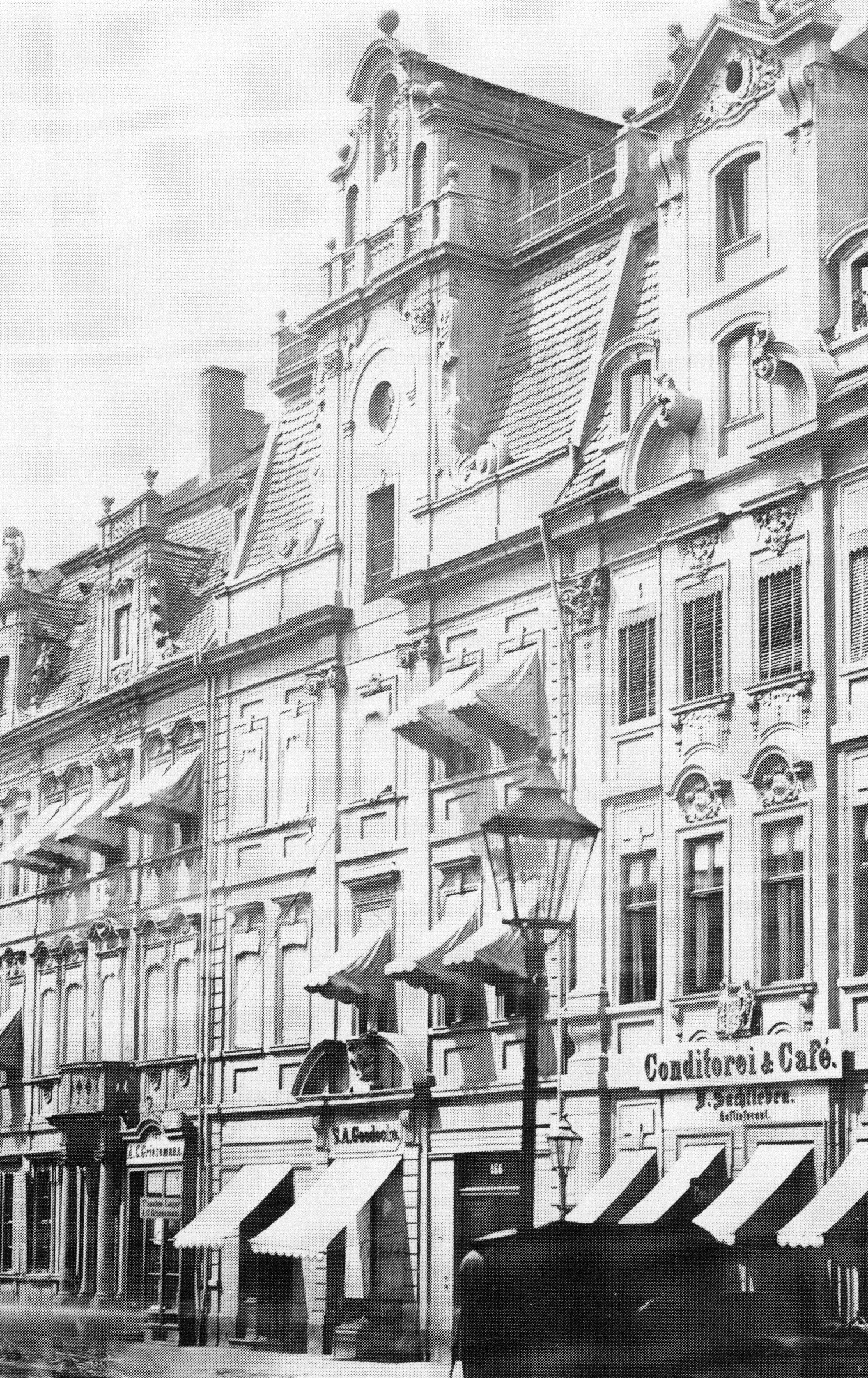
Haus Breiter Weg 166, vor 1887

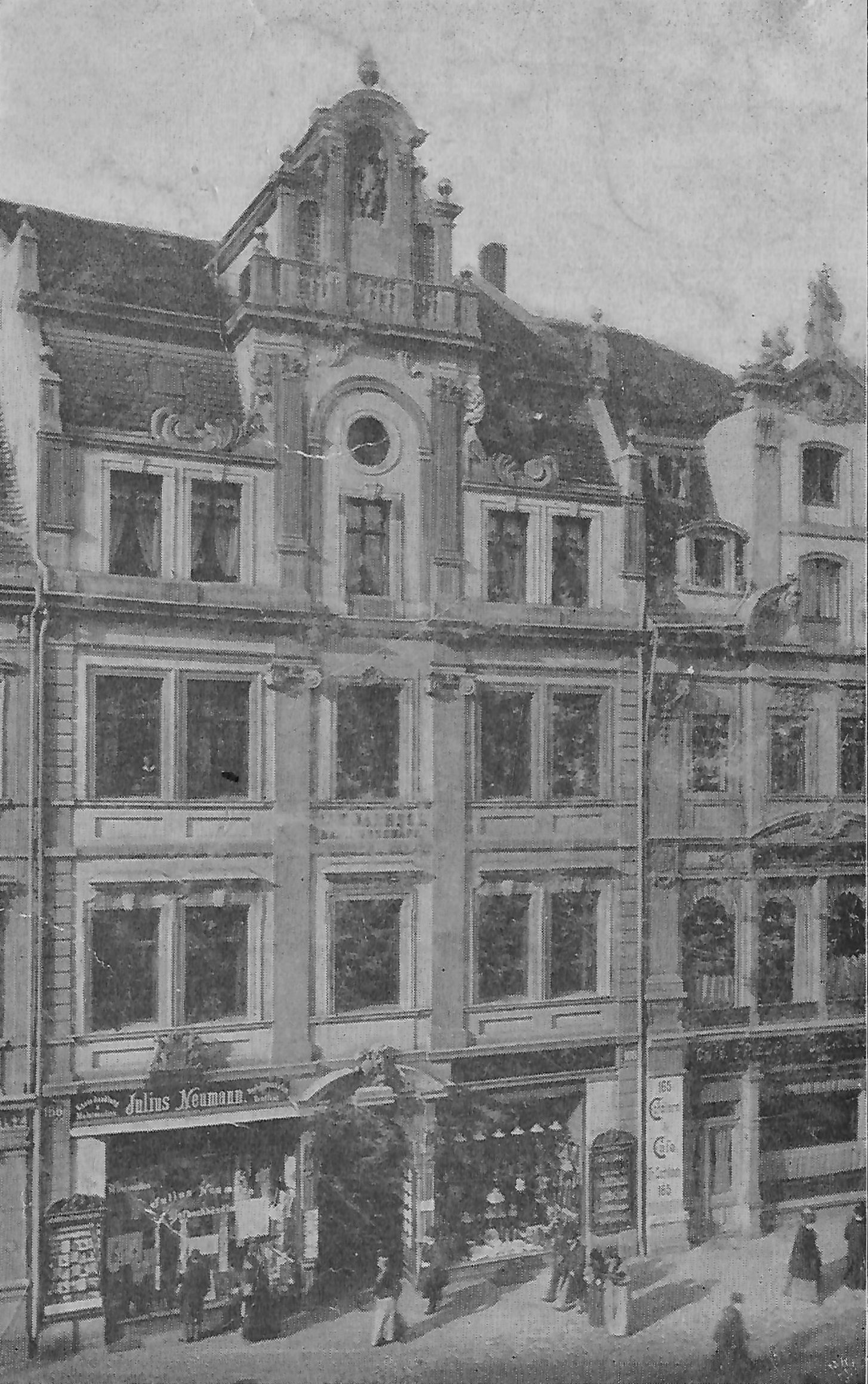
Vor 1900

Das Haus Breiter Weg 166 war ein historisches Gebäude in Magdeburg im heutigen Sachsen-Anhalt. Es wurde im Zweiten Weltkrieg zerstört und gilt als verlorengegangenes Baudenkmal.

## Lage
Das Gebäude befand sich in der Magdeburger Altstadt auf der Westseite des Breiten Wegs. Nördlich befand sich das Haus Zum warmen Loch, südlich das Gebäude Zur blauen Lilie. Heute befindet sich an der Stelle in etwa die südöstliche Ecke des Ulrichshauses.

## Geschichte und Architektur
Vor dem Jahr 1631 war der Brauer Samuel Dieterich Eigentümer des als Brauhauses geführten Anwesens. 1631 wurden seine Erben, seine Kinder und Konrad Gerstorf (auch Kuno Garsdorf), wohl sein Schwiegersohn, als Eigentümer genannt. In der für das Jahr 1631 geführten Rolle wurden als Eigentümer wohl irrtümlich sowohl Samuel Diedrich als aus Gerstorfs Erben geführt. Gerstorf war im Wiederaufbau Magdeburgs nach der Zerstörung der Stadt 1631 besonders engagiert und vergab Kredite für den Wiederaufbau von Gebäuden. 1638 fanden dann die Kinder Dieterichs Gerstorf ab und verkauften im Jahr 1649 die als einsturzgefährdet beschriebene Braustätte für 550 Taler an den Sattler Ernst Baumgarten, dem seit 1641 bereits das bis dahin als eigenständiges Grundstück geführte Hinterhaus gehörte. Das Hinterhaus gehörte vor 1631 Baumgartens Vater und im Jahr 1631 den Erben des Goldschlägers Hans Hakenberg senior, die es 1641 für 100 Taler an Ernst Baumgarten veräußert hatten. Baumgarten richtete auf dem Grundstück einen Hof ein. Er erbaute im Jahr 1650 ein Vorderhaus und riss das wohl nur als behelfsmäßige Bude gebaute Hinterhaus ab. Baumgarten verstarb 1663. Als nächster Eigentümer ist 1684 der Sattler Hans Ehre überliefert. Nach seinem Tod im Jahr 1702 folgte ihm sein Sohn, der Sattler Hans Ehre junior, nach, der bis 1713 Eigentümer blieb.
Es folgte der Kaufmann Johann Heinrich Hänsche, der nach einer Angabe bis zum Jahr 1716 das bis 1945 bestehende Gebäude erbaute. Andere Angaben nennen als Entstehungszeit dieses dreigeschossigen Hauses die Zeit nach 1742 und vermuten die Jahre zwischen 1750 und 1750 bzw. geben bereits das Jahr 1681 an.
1716 wurde das Grundstück für 6100 Taler an den Kaufmann Kaspar Wagener veräußert, der es am 6. Dezember 1721 an Heinrich Adrian Peine gab. Peine erwarb das Nachbarhaus hinzu. 1755 vererbte es Peine an seine Mutter.
Die verputzte Fassade war fünfachsig angelegt, wobei die mittlere Achse durch Pilaster gerahmt und von einem Zwerchhaus bekrönt wurde. Das Zwerchhaus wurde nach oben von drei gestaffelten halbrunden Nischen abgeschlossen und verfügt über seitliche Voluten. Im 18. Jahrhundert wurde in der höchsten Giebelstube und den angrenzenden Dachkammern eine private Kapelle angelegt. Dabei erfolgte eine Verkleidung mit bemalten Holztafeln. In der nach Osten zum Breiten Weg hin ausgerichteten, unterhalb des Rundfensters befindlichen Kapelle befanden sich Inschriften, deren Entstehung für die Mitte des 18. Jahrhunderts angenommen wurde. An der Wand zwischen den beiden Fenstern stand die Inschrift:
Darüber hinaus befanden sich an den Wänden die Verse:
und
sowie
An der Decke befand sich die Inschrift:
An den Balken befanden sich die Bibelsprüche: Psalm 3 Vers 6, Psalm 37 Vers 5, Psalm 73 Vers 24, Psalm 121 Vers 1 und 18.
1803 und 1845 wurde als Eigentümer ein Salomé genannt, 1870 der Kaufmann Goedecke. Ende des 19. Jahrhunderts erfolgte ein Ausbau des Mansarddachs. 1895 wurde das Erdgeschoss und das Gebäudeinnere umgebaut, wobei der Umbau als für das Erscheinungsbild des Hauses schonend gelobt wurde. In der Zeit um 1900 hatte im Haus die Buch- und Kunsthandlung Julius Neumann hier ihren Sitz. Zumindest in den 1910er bis 1930er Jahren gehörte das Haus Max Jaensch, der hier auch ein Bankgeschäft betrieb.
Im Zweiten Weltkrieg wurde das Gebäude zerstört. In der Zeit der DDR blieb das Gelände unbebaut, 1997 entstand dort das Ulrichshaus.